# Edward D. Baca

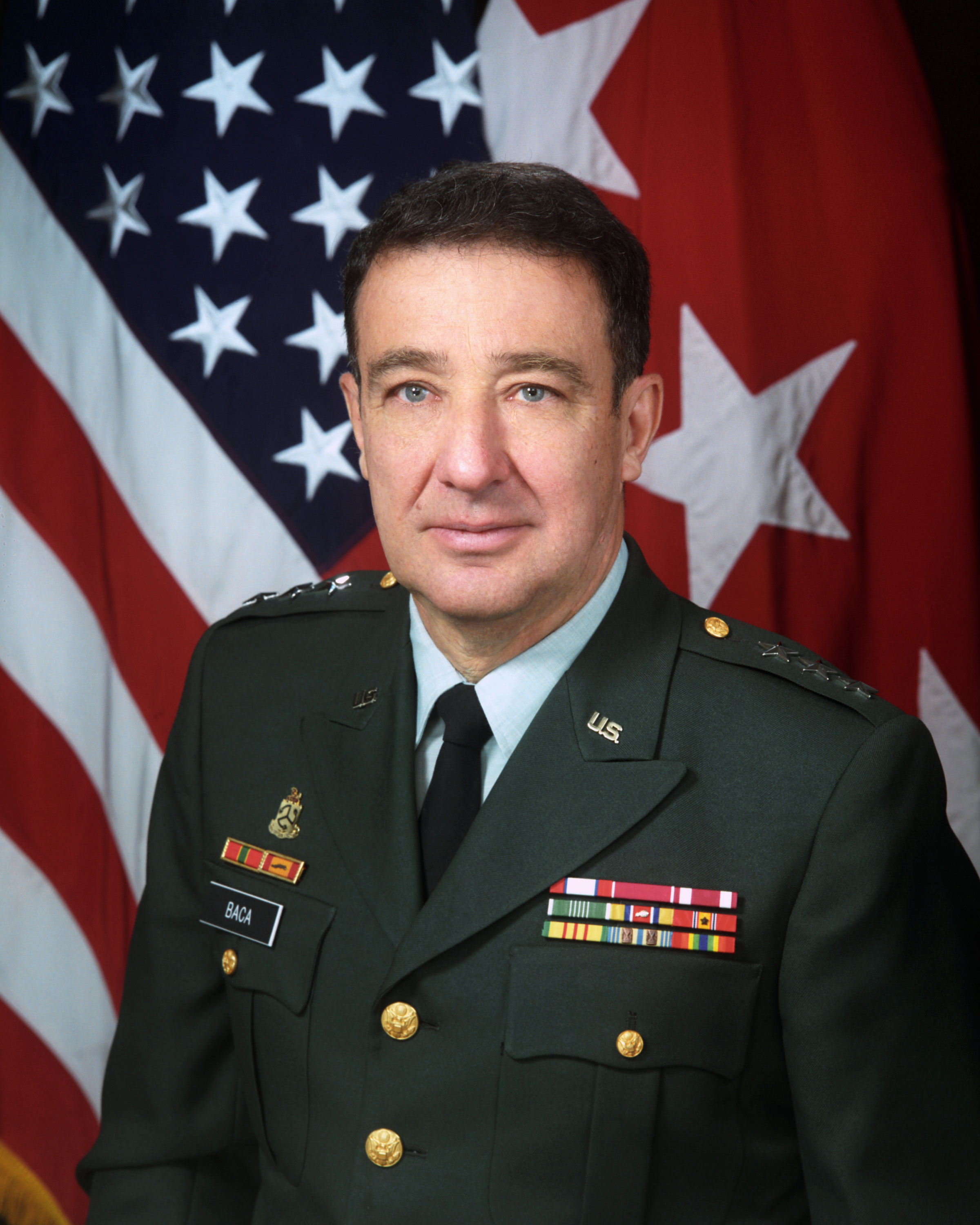
Edward D. Baca (1994)

Edward Dionicio Baca (* 27. Juli 1938 in New Mexico; † 15. September 2020 in Albuquerque, New Mexico) war ein Generalleutnant der United States Army. Er war unter anderem Kommandeur des National Guard Bureau (NGB).

## Leben
Edward Baca war ein Sohn von Ernesto Justo Baca Sr. (1911–1956) und dessen Frau Delphine Garcia (1908–1992) und besuchte die öffentlichen Schulen seiner Heimat. Im November 1956 trat er der New Mexico National Guard bei. Über die Officer Candidate School gelangte er im Juli 1962 in deren Offizierskorps bzw. in das des US-Heeres. In der Armee bzw. in der Nationalgarde seines Heimatstaates durchlief er anschließend alle Offiziersränge vom Leutnant bis zum Drei-Sterne-General.
Im Lauf seiner militärischen Karriere absolvierte er verschiedene Kurse und Schulungen. Dazu gehörten unter anderem das Command and General Staff College der United States Army in Fort Leavenworth in Kansas. Zwischen 1962 und 1966 diente er in der regulären US Army, mit der er auch im Vietnamkrieg eingesetzt war. Im Jahr 1966 kehrte er zur Nationalgarde seines Heimatstaates zurück. In dieser bekleidete er in den folgenden Jahren verschiedene Aufgaben, wobei er in führende Positionen aufstieg. Dazu gehörten auch Aufgaben im Führungsstab dieser Nationalgarde.
Zwischen 1983 und 1994 kommandierte Edward Baca diese Nationalgarde. Am 1. Oktober 1994 wurde er wieder der Bundesregierung unterstellt. Präsident Bill Clinton ernannte ihn zum neuen Leiter des NGB. Dieses Amt bekleidete er bis zum 31. Juli 1998. Anschließend schied er aus dem Militärdienst aus.
Nach seiner Pensionierung leitete er eine Beraterfirma. Er starb am 15. September 2020 und wurde auf dem Santa Fe National Cemetery in New Mexico beigesetzt.

## Orden und Auszeichnungen
Edward Baca erhielt im Lauf seiner militärischen Laufbahn unter anderem folgende Auszeichnungen:
- Army Distinguished Service Medal
- Legion of Merit
- Meritorious Service Medal
- Army Commendation Medal
- Reserve Good Conduct Medal
- National Defense Service Medal
- Vietnam Service Medal
- Armed Forces Reserve Medal
- Gallantry Cross (Südvietnam)